# See You Again (canção de Miley Cyrus)
"See You Again" é uma canção pop da artista musical estado-unidense Miley Cyrus. A canção foi composta por Cyrus (creditada como Destiny Hope Cyrus), Antonina Armato e Tim James, sendo produzida pelos dois últimos. Foi lançada em 19 de dezembro de 2007 pela Hollywood Records como o primeiro single do álbum de estreia de Cyrus, Meet Miley Cyrus, o segundo disco do álbum duplo Hannah Montana 2/Meet Miley Cyrus. A faixa foi remixada pela equipe Rock Mafia e re-lançada em vários países em 11 de agosto de 2008, como o segundo single do segundo álbum de estúdio da cantora, Breakout (2008). Musicalmente, a obra é um número dance-pop que contém influências de vários gêneros, incluindo a música eletrônica. Liricamente, a canção é sobre um relacionamento adolescente.
A composição foi um sucesso crítico, com os avaliadores contemporâneos apreciando sua composição musical e seus vocais. Mais tarde, se tornou o primeiro single da cantora bem-sucedido comercialmente. A música apresentou-a a novos países e novos públicos, abrindo caminho para sucessos posteriores. "See You Again" se tornou o single mais bem-sucedido da cantora até então, alcançando a décima posição na Billboard Hot 100. Seu maior pico internacional foi na quarta posição na Canadian Hot 100. Apesar de não ter sido gravado um vídeo musical para a canção, o single recebeu um vídeo promocional, tirado da apresentação da canção no Disney Channel Games 2007. A canção foi promovida com apresentações em várias redes de televisão. A faixa foi incluída no repertório das turnês Best of Both Worlds Tour (2007-08), a Wonder World Tour (2009) e a Gypsy Heart Tour (2011). "See You Again" foi coverizada por vários artistas notáveis, incluindo Little Boots e Breathe Carolina. A canção vendeu mais de 2 milhões de cópias digitais nos EUA.

## Precedentes
Quando Cyrus estrelou como Miley Stewart, uma garota com uma vida dupla secreta como a popstar Hannah Montana, na série de televisão do Disney Channel Hannah Montana, ela construiu sua fama como uma ídola pop e lançou a primeira trilha sonora da série enquanto estava creditada como Hannah Montana. Em 2006, a artista começou a trabalhar em seu álbum de estreia. O álbum de estreia da cantora, Meet Miley Cyrus, foi lançado juntamente com a segunda trilha sonora de Hannah Montana, como o segundo disco do álbum duplo Hannah Montana 2/Meet Miley Cyrus, de 2007. "See You Again" foi escrita por Cyrus, que é creditada com o seu nome de nascimento Destiny Hope Cyrus, Antonina Armato e Tim James. O grupo de compositores também escreve várias canções para Cyrus desde então, contribuindo na composição de várias canções de seus três álbuns de estúdio. Enquanto na fase de composições do álbum Meet Miley Cyrus, Cyrus estava muito apreensiva em relação à inclusão da obra no disco. "Eu tenho dúvidas sobre esta canção. Eu não pensei que gostaria de inclui-la no álbum. Eu não gostei muito da canção. Achei mais ou menos", ela disse. Contudo, ela se convenceu a gravá-la, e após ela ouvir a versão final, ela mudou de ideia. Ela achou que era estranha, porém com uma luz positiva. Cyrus considerou a faixa como dance music e que possuía um significado especial para ela. "See You Again" foi lançada em formato físico (CD single) em 19 de dezembro de 2007. A canção foi remixada por Rock Mafia para o lançamento do segundo álbum de estúdio de Cyrus, Breakout. Também referido como "See You Again (2008 Remix)", o remix foi lançado em 11 de agosto de 2008, como o segundo single do disco, em países em que a versão original da canção não estava presente.

## Composição
"See You Again" é uma canção dance-pop com duração de três minutos e dez segundos. A canção possui influências de música eletrônica, new wave e música techno. A canção é definida em compasso com um andamento de 138 batidas por minuto. Está composta na chave de lá menor, com os vocais de Cyrus expandindo a uma oitava, da nota G3 para a nota A4. Durante a canção, a performance vocal "nervosa e abafada" de Cyrus se mantém na faixa de contralto.

## Vídeo clipe
O vídeo clipe de "See You Again" nunca foi filmado. Mas para promover o remix da canção,"See You Again(Rock Mafia Remix) no Reino Unido, um video promocional foi gravado durante a performance de Miley no Disney Channel Games em 2008. Miley veste uma jaqueta branca e uma calça branca. No video promocional vários efeitos aparecem, como várias estrelas rosas que estão na mão de Miley.

## Lista de faixas
- CD single / UE Digital Download

| N.º | Título                          | Duração |  |
| 1.  | "See You Again (Album Version)" | 3:10    |  |

- EUA Maxi-CD Single

| N.º | Título                                                      | Duração |  |
| 1.  | "See You Again (Johnny Coppola Dança You Again Remix Edit)" | 3:17    |  |
| 2.  | "See You Again (Johnny Coppola Dança You Again Remix)"      | 4:01    |  |
| 3.  | "See You Again (Mark Roberts Ultimix)"                      | 4:27    |  |

- 2008 Remix Single / Digital Download

| N.º | Título                       | Duração |  |
| 1.  | "See You Again (2008 Remix)" | 3:16    |  |

- AUS / EU 2-Track Remix CD Single

| N.º | Título                                   | Duração |  |
| 1.  | "See You Again (Rock Mafia Remix)"       | 3:19    |  |
| 2.  | "See You Again (Moto Blanco Radio Edit)" | 4:00    |  |

- European Remix Maxi-CD Single

| N.º | Título                                   | Duração |  |
| 1.  | "See You Again (Moto Blanco Radio Edit)" | 3:58    |  |
| 2.  | "See You Again (Instrumental)"           | 3:10    |  |

- UK Remix Single / Digital Download

| N.º | Título                                | Duração |  |
| 1.  | "See You Again (Wideboys Radio Edit)" | 3:43    |  |

## Desempenho nas paradas
Na semana que terminou em 22 de dezembro de 2007, See You Again, estreou no número noventa e quatro no Billboard Hot 100. Na semana seguinte, a canção subiu ao número setenta e oito, na semana encerrada em 16 de fevereiro de 2008, alcançou o seu pico recente de número dezessete, tornando-se o melhor single da cantora na Billboard Hot 100, superando " Life's What You Make It", que atingiu o número 25 em agosto 2007. Na semana que terminou em 03 maio de 2008, See You Again se tornou o primeiro top dez de Miley, atingindo o seu pico no número dez da Billboard Hot 100. See You Again gastou um total de 27 semanas sobre o gráfico. Ele também chegou a número quatro no Top 40 Mainstream (Pop Songs) e número 21 no Adulto Pop Songs nos Estados Unidos. A canção entrou no número oitenta e seis e chegou a número quatro no Hot 100 canadense, seu pico mais alto nível internacional. See You Again já vendeu mais de 2,7 milhões de cópias nos Estados Unidos, sendo um dos maiores hits da carreira de Cyrus.

## Paradas
| Tabelas musicais (2007-2008)     | Melhor posição |
| -------------------------------- | -------------- |
| Austrália (ARIA)                 | 6              |
| US Billboard Hot 100             | 10             |
| US Billboard Pop 100             | 6              |
| US Billboard Top 40 Mainstream   | 4              |
| US Billboard Pop 100 Airplay     | 3              |
| US Billboard Hot 100 Airplay     | 11             |
| US Billboard Hot Digital Songs   | 5              |
| US Billboard Hot Digital Tracks  | 5              |
| US Billboard Hot Dance Airplay   | 17             |
| Bélgica - Ultratop 40 (Wallonia) | 43             |
| Reino Unido - UK Singles Chart   | 11             |
| Canadian Hot 100                 | 4              |
| Hot Canadian Digital Singles     | 3              |
| Canadian Hot 100                 | 4              |

| País           | Provedor | Certificação | Vendas      |
| -------------- | -------- | ------------ | ----------- |
| Austrália      | ARIA     | Platina      | + 70.000    |
| Estados Unidos | RIAA     | 2× Platina   | + 2.700.000 |
| Nova Zelândia  | RIANZ    | Platina      | + 15.000    |